# Geneseo (Kansas)
Geneseo és una població dels Estats Units a l'estat de Kansas. Segons el cens del 2000 tenia 272 habitants.

## Demografia
Segons el cens del 2000, Geneseo tenia 272 habitants, 136 habitatges, i 81 famílies. La densitat de població era de 181,1 habitants/km².
Dels 136 habitatges en un 21,3% hi vivien nens de menys de 18 anys, en un 46,3% hi vivien parelles casades, en un 8,8% dones solteres, i en un 40,4% no eren unitats familiars. En el 37,5% dels habitatges hi vivien persones soles el 18,4% de les quals corresponia a persones de 65 anys o més que vivien soles. El nombre mitjà de persones vivint en cada habitatge era de 2 i el nombre mitjà de persones que vivien en cada família era de 2,6.
Per edats la població es repartia de la següent manera: un 18,4% tenia menys de 18 anys, un 5,9% entre 18 i 24, un 20,6% entre 25 i 44, un 29,8% de 45 a 60 i un 25,4% 65 anys o més.
L'edat mediana era de 48 anys. Per cada 100 dones de 18 o més anys hi havia 101,8 homes.
La renda mediana per habitatge era de 20.795 $ i la renda mediana per família de 29.250 $. Els homes tenien una renda mediana de 27.083 $ mentre que les dones 20.000 $. La renda per capita de la població era de 21.998 $. Entorn del 8,2% de les famílies i el 9,7% de la població estaven per davall del llindar de pobresa.

## Poblacions més properes
El següent diagrama mostra les poblacions més properes.